# Girolamo De Simone
Girolamo De Simone (Napoli, 1964) è un musicista e critico musicale italiano.
È tra i principali pianisti e compositori di Border music, o musica di frontiera.

## Biografia
Pianista, elettro-performer e compositore, nella sua formazione si è riferito ad Eugenio Fels e a Riccardo Risaliti; per il clavicembalo a Gordon Murray e per la direzione d'orchestra ad Eliano Mattiozzi-Petralia. Negli anni ottanta sono determinanti gli incontri con il compositore autodidatta Luciano Cilio (1982) e con John Cage, che conosce in occasione di Events (Napoli, 1984).
Dopo il suo esordio ufficiale (a Villa Pignatelli nel 1982 con Luciano Cilio ed Eugenio Fels), ha suonato per i principali festival di musica contemporanea raccogliendo consensi per le ricerche sui nuovi linguaggi e per la riscoperta di repertori inediti o rari. Come compositore ha ricevuto esecuzioni in Europa (per l'UNESCO a Parigi, per la CEE a Bruxelles, per la Radio-Televisione Svizzera) e in Italia (Rai 2, Rai 3, Rai Radio 2, Rai Radio 3).
In qualità di teorico delle musiche di frontiera ha pubblicato libri, saggi, articoli e recensioni anticipando le tematiche della contaminazione tra generi musicali, della critica allo sperimentalismo e delle nuove estetiche mass-mediali. Nel 1985 fonda a Napoli l'Associazione Ferenc Liszt, poi Ente di rilievo. Dal 1994 è Direttore responsabile della rivista di musiche contemporanee Konsequenz, più volte premiata dal Ministero dei beni e delle attività culturali e del turismo come periodico di elevato valore culturale. Scrive per molteplici riviste e segnatamente, a partire dal 1994, per il quotidiano Il manifesto, anche con una rubrica intitolata Border che consolida l'attenzione italiana verso la musica di frontiera.
Come operatore culturale ha assunto la direzione artistica di importanti rassegne dedicate ai plurali della musica: Galassia Gutenberg Musica (Napoli, Mostra d'Oltremare, fino al 1993); Eclettica Musica Millemondi (Napoli, Teatro G. Toledo, 1997/2003); ‘Evenienze Konsequenz’ (Napoli, Teatro Sancarluccio, 2004); dal 2006 mantiene la direzione artistica di Avant, rassegna di musiche e culture contemporanee in collaborazione con il Teatro d'Innovazione Galleria Toledo di Napoli. Dal 2003 al 2008 ha insegnato "Sperimentazione musicale nella scuola" e "Fondamenti e didattica del suono e della musica" per l'Università degli Studi S. Orsola Benincasa di Napoli.
Girolamo De Simone ha conosciuto personalità quali John Cage, Elliot Carter, Michael Nyman ed ha lavorato/interagito con alcuni dei più importanti compositori contemporanei, tra cui Luc Ferrari, Vittorio Rieti, Pietro Grossi, Luciano Chailly, Giuseppe Chiari, Daniele Lombardi, Giancarlo Cardini, Enrico Cocco. Oggi si produce in performance che lo vedono affiancato a Ludovico Einaudi (Aversa 2000), Tuxedomoon (Napoli 2001), Michael Nyman (Capri 2005) e numerosi altri protagonisti della musica italiana e internazionale.
Dal 2019 al 2025 ha collaborato con la Fondazione Morra attraverso l'istituzione del Fondo Konsequenz:https://www.fondazionemorra.org/it/archivi/fondo-konsequenz-de-simone/

## Discografia
- Girolamo De Simone, "Liturgie" (musica e pianoforte, Live), Napoli 2024, Konsequenz.
- Girolamo De Simone, in Autori Vari, “Approdi / 3. Avanguardie musicali a Napoli”, vol. terzo (n. 1 traccia solistica), Napoli 2022, Konsequenz.
- Girolamo De Simone, “Isvann” (solista e compositore al pianoforte) - Napoli 2021, Konsequenz.
- Girolamo De Simone, in Autori Vari, “Approdi / 2. Avanguardie musicali a Napoli”, vol. secondo (n. 1 traccia solistica), Napoli 2020, Konsequenz.
- Girolamo De Simone, “Monteverdi | Pianocloud”, Su commissione del Teatro San Carlo di Napoli, Napoli 2019, Konsequenz. Musica, pianoforte, spinetta, elettronica.
- Girolamo De Simone, “I Nastri Ritrovati” (Luciano Cilio - Girolamo De Simone), Napoli 2018 (Lp e cd), Konsequenz 2018. Metacomposizioni di Girolamo De Simone.
- Girolamo De Simone, “QÂF” (solista e compositore al pianoforte); Napoli 2015, Konsequenz.
- Girolamo De Simone, “Piano Doc Live 1985”. (solista e comp. al pianoforte), Napoli 2015, Konsequenz.
- Girolamo De Simone, in Autori Vari, “Approdi / 1. Avanguardie musicali a Napoli,(solista e comp. al pianoforte per n. 1 traccia solistica), Napoli 2015, Konsequenz.
- Girolamo De Simone, “Jommelli Granular” (nel trecentesimo anniversario dalla morte di Niccolò Jommelli), Napoli 2014, Konsequenz.
- Girolamo De Simone, “Dell’Universo assente” (Ristampa su cd e su vinile, con l’aggiunta di due tracce inedite), Milano 2013, Die Schachtel (sull'opera di L. Cilio). Con numerose recensioni (Mario Franco, con una pagina sul quotidiano Repubblica. Federico Vacalebre sul Mattino. Gino dal Soler, sei pagine sul mensile Blow Up. Sul medesimo periodico, il cd ha ricevuto il riconoscimento quale miglior produzione dell’anno in due delle Top ten autorali).
- Girolamo De Simone, “Di transito e d’assenza”. (solista e comp. al pianoforte), Napoli 2013, Konsequenz. Numerose recensioni sulla stampa italiana ed estera.
- Girolamo De Simone, “Inni e antichi canti”. (solista e comp. al pianoforte), Napoli 2012, Konsequenz. Numerose recensioni sulla stampa italiana ed estera.
- Girolamo De Simone, “L’inno di Giovanni” (solista e comp. al pianoforte.), Polonia 2011. Autoportret n.35 (Istituto italiano di cultura polacco). Rivista con cd contenente il brano originale “L’inno di Giovanni”.
- Girolamo De Simone, “Neumi” (solista e comp. al pianoforte). Libro con cd, Torino 2011, Genesi editrice / Into10/unamusica. Contenente il brano originale “L’inno di Giovanni”.
- Girolamo De Simone, “Ai piedi del monte” (solista e comp. al pianoforte), Napoli 2010, Konsequenz. Con numerose recensioni (C. De Rosa sul Giornale della Musica; A. Rizzi, Musiclub; G.M. sull’Unità; M. Piscitelli sul Denaro; S. Valanzuolo sul Mattino; G. Valentino sulla Repubblica; V. Risi su Il Fatto; E. Ramunni su Rockerilla; D.C. su Insound/Auditorium; L. Iadicicco sul Roma; R. Peciola su Alias/il manifesto; S. Spada su Suono).
- Girolamo De Simone, “Shama” (solistico), Milano 2008, Die Schachtel. Con numerose recensioni (S. Eletto su Sands ZIne; F. Vacalebre sul Mattino; G. Dal Soler su Blow Up; P. Clark su The Wire - London; O. Cacciatore su Musicaround; R. Peciola su Alias/il manifesto; M. Gamba su Alias/il manifesto; M. Boccitto su Radio Rai 3 -trasmissione “Il terzo anello”; S. Bezan, Eureka Tiny mix tapes; C. De Rosa sul Giornale della Musica; Radio Canale 6 supplements).
- Girolamo De Simone, “Fiori e mostri”, cd allegato al volume "Pietro Grossi. Il dito nella marmellata", contenente "Memorie elettriche", Firenze 2006, Nardini Editore.
- Girolamo De Simone, “Dell’Universo Assente” (solista al pianoforte in numero 5 tracce solistiche su 10), Milano 2004, Die Schachtel (sull'opera di L. Cilio). Con numerose recensioni (A. D’Agnese su Musica di Repubblica nazionale; F. Vacalebre sul Mattino; Il Denaro; G. Veltri sul Mucchio; G. Veltri sul Diario; G. Dal Soler su Blow Up; S. Bolle su Weekly Dig - Boston; E.G. su Sands Zine; T. Abney su Dusted Magazine - USA; G. Avella su Sentire Ascoltare; D. Fenech su Live Journal - France; F. Santovetti su Raro; K. Holtkamp su Other Music - New York; Freaks and Future; Acquarius - San Francisco).
- Girolamo De Simone, “Metamorfosi di canzoni napoletane”, Pisa 2004, Trovarobato/Timet. Con articoli e recensioni (O. Rescigno sul Corriere del Mezz. , G. Valentino su Repubblica, A. Del Prete su L’Unità).
- Girolamo De Simone, “Napoli non canta” (solista e comp. al pianoforte), Napoli 2003, Konsequenz (KNZ/006). Con numerosi articoli e recensioni (F. Vacalebre sul Mattino; S. de Stefano sul Corriere del Mezz.; G. Michelone sul Manifesto; F. Bellofatto sul Denaro; O. Rescigno sul Corriere del Mezz. , G. Valentino su Repubblica, A. Del Prete su L’Unità; M. Poggiaolmi sul Roma; Napolipiù - la Verità. F. Varriale su Allaboutjazz).
- Girolamo De Simone, “Border Music”, Napoli 2000, Konsequenz (Border/CD001).
- Girolamo De Simone, “Ice-tract” (solistico), Milano 2000, Edizioni Curci (aggiornamento e nuova edizione con spartito della precedente edizione del 1997).
- Girolamo De Simone, “Contrappunto contratto” in “Enciclopedia Italiana dei compositori contemporanei”, Napoli 1999, Pagano Editore (volume 4, cd allegato all’opera), contenente il brano originale "Contrappunto contratto" in versione elettrica.
- Girolamo De Simone, “Frontecontrofrontiera”, Pisa 1999, Ars publica (ARS143-004). Contenente il brano originale “Sconfinando”.
- Girolamo De Simone, “Ice-tract” (solistico), Napoli 1997, Konsequenz (KNZ/005).
- Girolamo De Simone, “Konfusion”, Napoli 1997, Konsequenz (KNZ/004).
- Girolamo De Simone, “Live” (solistico), Napoli 1996, Konsequenz (KNZ/001).
- Girolamo De Simone, “Vitriolum”, in “Autoanalisi dei compositori italiani contemporanei”, Napoli 1992, Pagano (CDCL01). versione live, pianoforte.

## Filmografia
- 4 giugno 2003. Parigi, Musiche per il film "Guerra" di Pippo del Bono, Centre Pompidou (con "Ice-tract", musica e pianoforte di Girolamo De Simone - il film ha poi avuto centinaia di proiezioni in Europa). David di Donatello. https://youtu.be/UHOo37CvJJM
- 6 giugno 2007. Napoli, La fabbrica eXplosiva, Cinema Modernissimo, con articoli (S.Silvestri su Alias/il manifesto). http://www.konsequenz.it/collateral/LA%20FABBRICA%20ExPLOSIVA.htm
- 2007. "In memoria di me" di Saverio Costanzo (con "Vinile", musica elettronica e pianoforte di Girolamo De Simone). Nastro d’argento.
- 2008. Viaggio intorno al Vesuvio, Primo documentario. Regia e progetto di Francesco De Rosa. Musiche varie di Girolamo De Simone e altri. Neomediaitalia.
- 2014. "Mar promiscuo" di Enrico Iannaccone (con "Fabula" e altre composizioni, musica e pianoforte di Girolamo De Simone). https://youtu.be/w-oHuDIwx_U
- 2015. "La buona uscita" di Enrico Iannaccone (con "Antica melodia armena", musica e pianoforte di Girolamo De Simone). https://youtu.be/X1UkM1b1WPQ
- 2019. “Appunti per un film: dialoghi con Fabio Donato” di Giordano Acquaviva, musiche di Luciano Cilio e Girolamo De Simone. Pianoforte di Girolamo De Simone. Ponte di Archimede produzioni. https://www.pontediarchimedeproduzioni.it/en/dialoghi_con_fabio_donato.html

## Opere
- Girolamo De Simone, Graffi e Grafie. Pianismi e pianisti a Napoli, Konsequenz Edizioni, Napoli 2025.
- Girolamo De Simone, Il suono è un altro sguardo, Crac Edizioni, Ancona 2022.
- Girolamo De Simone, 'Musica sottile, Guida Editore, Napoli 2016.
- Girolamo De Simone, Il pianoforte. Materiali per lo studio, Liguori Editore, Napoli 2008.
- Girolamo De Simone, Giuseppe Chiari, Autobiografica, scritto con Giuseppe Chiari sulla sua attività quale principale esponente del movimento Fluxus musica in Italia. Editore Nardini, Firenze 2008.
- Girolamo De Simone, Vesuvio Mistico, viaggio nella provincia musicale, Neomedia Italia, Napoli 2007.
- Girolamo De Simone, Pietro Grossi, il dito nella marmellata, Editore Nardini, Firenze 2005.
- Girolamo De Simone, Musiche Replicanti, Liguori Editore, Napoli 2005.
- Girolamo De Simone, ,... e adesso musica! Teoria e Storia per strumentisti, L'Isola dei ragazzi, Napoli 2001.
- Girolamo De Simone, L'altra avanguardia, piccola storia della musica contemporanea, numero monografico di Konsequenz (1/96), Edizioni Scientifiche Italiane.
- Girolamo De Simone, Manuale del mancato virtuoso. Lasciate i pianisti nelle gabbie, collana Semiosis mignon, Edizioni Scientifiche Italiane, Napoli 1993.
- Girolamo De Simone, L'invenzione della dodecafonia pubblicato nella collana Quaderni di Storia della Musica, Edizioni Pagano-Napoli I990.
- Girolamo De Simone, Le parole sospese collana di Storia della Musica, Edizioni Scientifiche Italiane- Napoli 1988.